# Come to My Kingdom
Come to My Kingdom è il sesto album degli House of Lords, uscito il 23 maggio 2008 per l'Etichetta discografica Frontiers Records.

## Tracce
1. Purgatorio Overture (Kent) 1:04
2. Come to My Kingdom (Bell, Christian, Kent, Zampa) 4:19
3. I Need to Fly (Christian, Denander, Kent) 4:07
4. I Don't Wanna Wait All Night (Bell, Christian, Kent, Zampa) 4:04
5. Another Day from Heaven (Bell, Christian, Kent, Zampa) 4:30
6. In a Perfect World (Bell, Christian, Kent, Zampa) 3:56
7. The Dream (Bell, Christian, Kent, Zampa) 5:18
8. One Foot in the Dark (Bell, Christian, Kent, Zampa) 3:38
9. Your Every Move (Bell, Christian, Pelcer, Zampa) 4:40
10. I Believe (Christian, Denander, Kent, Kronqvist) 3:57
11. One Touch (Bell, Christian, Kent, Zampa) 4:13
12. Even Love Can't Save Us (Bell, Christian, Kent) 4:14
13. In the Light (Bell, Christian, Kent, Zampa) 4:37
14. Another Day from Heaven [versione acustica] (Bell, Christian, Kent, Zampa) 4:56 (solo Giappone)

## Formazione
- James Christian - voce
- Jimi Bell - chitarra
- Chris McCarvill - basso, tastiere
- BJ Zampa - batteria